# Xã Traskwood, Quận Saline, Arkansas
Xã Traskwood (tiếng Anh: Traskwood Township) là một xã thuộc quận Saline, tiểu bang Arkansas, Hoa Kỳ. Năm 2010, dân số của xã này là 687 người.